# 耶塞·约罗宁
耶塞·约罗宁（芬蘭語：Jesse Joronen；1993年3月21日—）是一位芬蘭足球運動員。在場上的位置是守門員。他現在效力於義大利足球乙級聯賽球隊威尼斯。他也代表芬蘭國家足球隊參賽。

## 外部連結
- 足球数据库：耶塞·约罗宁的球员统计数据
- Jesse Joronen profile （页面存档备份，存于） at AC Horsens